# Black Mountain Review
L’éphémère Black Mountain Review (sept numéros entre 1954 et 1957) entre dans l'histoire littéraire en 1960, quand l'épithète « Black Mountain School » est utilisée pour décrire certains auteurs qui publient dans la revue, qu'ils aient ou non fréquenté Black Mountain College. À l’époque où aucun de ces collaborateurs n'était vraiment connu, leur participation à Black Mountain Review était une manière, au moins implicite, de manifester leur solidarité face aux auteurs en place. Cette solidarité est également sensible en ce qui concerne les artistes visuels publiés dans Black Mountain Review. La réflexion menée sur l’art abstrait incite à considérer avec plus d’attention les relations entre les artistes et les écrivains associés dans la revue. Robert Creeley a signé tous les textes sur l’art. Ces documents apportent de nouvelles lumières sur une question que les écrivains de Black Mountain se sont souvent posée : est-ce que des images verbales sont d’ordre figuratif ou abstrait ?